# The Mount (Massachusetts)
Als The Mount ist das ehemalige Wohnhaus der amerikanischen Schriftstellerin Edith Wharton im National Register of Historic Places eingetragen. Im November 1971 wurde das in Lenox im Bundesstaat Massachusetts der Vereinigten Staaten stehende Gebäude inklusive eines rund 40 ha großen Grundstücks als National Historic Landmark anerkannt. Heute dient es als Museum.

## Beschreibung

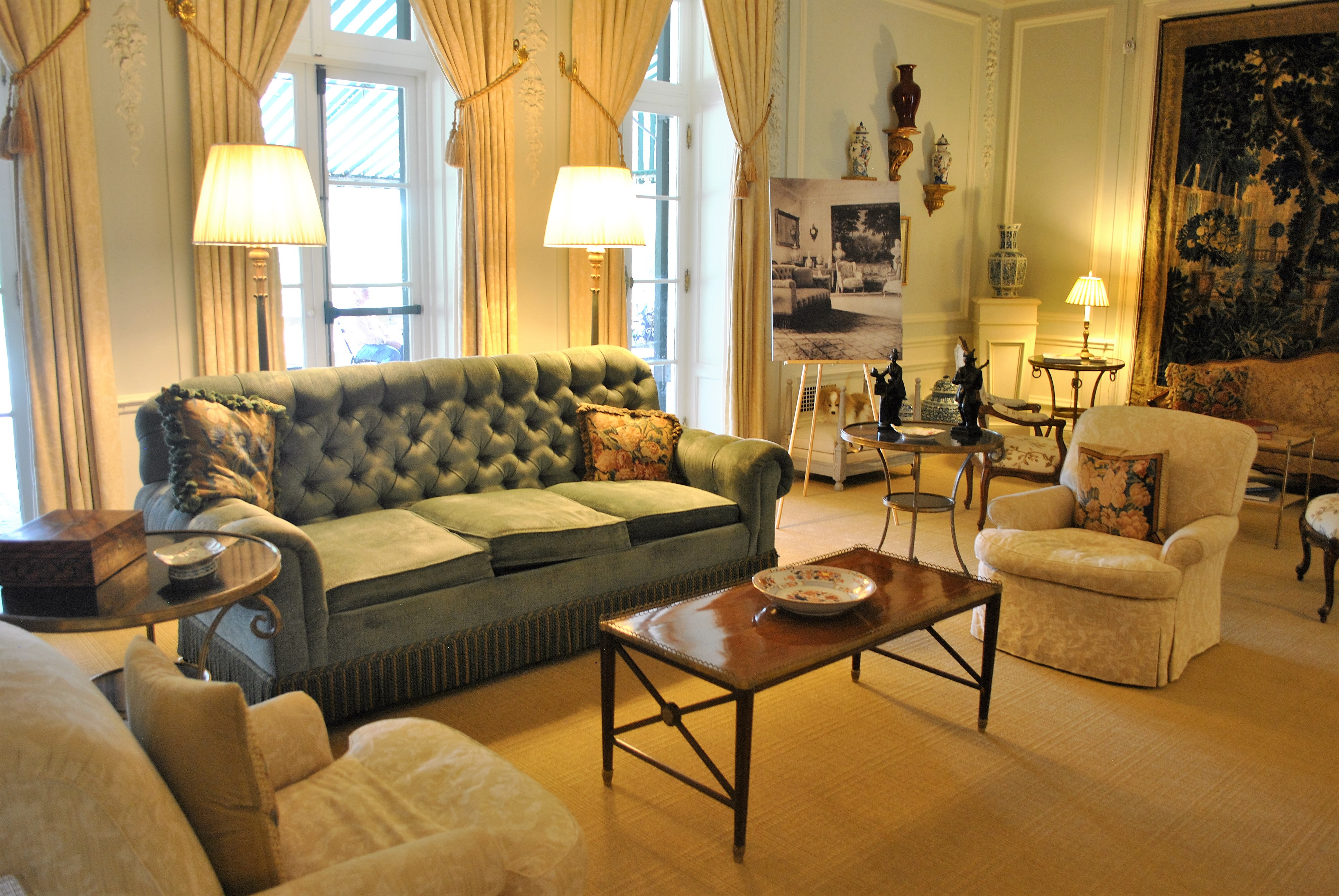
Salon im Hauptteil des Gebäudes

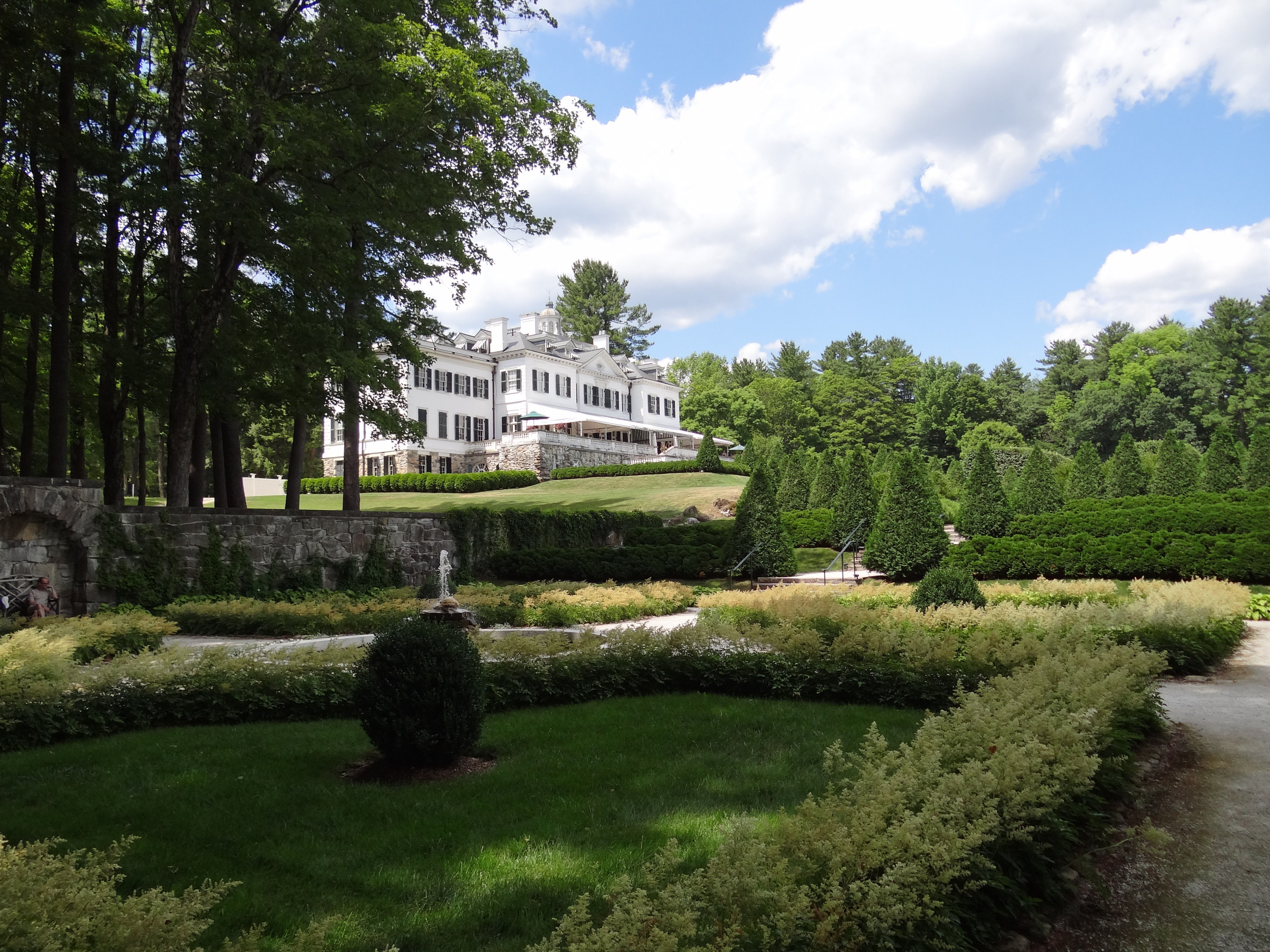
Gartenansicht

Das Grundstück, auf dem sich das Haus befindet, ist über ein Tor mit der Plunkett Street verbunden. In dessen unmittelbarer Nähe befindet sich ein zweistöckiges Torhaus, dessen Veranda an der Vorderseite vier Säulen Dorischer Ordnung aufweist. Nach rund 200 Metern folgen die ehemaligen Stallungen, und nach weiteren 300 Metern erreicht man das im Stil von Christopher Wren errichtete Haupthaus. Zu dessen äußerlichen Merkmalen zählen insbesondere das modifizierte Walmdach, eine zentral angeordnete Kuppel sowie eine zwischen den vier inneren Kaminen mittels einer Balustrade umgrenzte Plattform auf dem Dach. Der Haupteingang befindet sich an der Westseite des Gebäudes, im Osten und Süden grenzt ein terrassenförmig angelegter Garten an.

## Historische Bedeutung
Das Haus wurde für die Familie Wharton je nach Quelle 1901 oder 1902 errichtet. Bis 1909 wohnten die Whartons jeweils von Juni bis Dezember dort, dann nur noch unregelmäßig; im Zuge der Scheidung ihrer Ehe verkaufte Edith Wharton das Haus 1913 schließlich. Nach mehreren Eigentümerwechseln kaufte es in den 1940er Jahren die Foxhollow School for Girls, bis es in den 1980er Jahren schließlich in das Eigentum der Edith Wharton Restoration, Inc. überging, die das Gebäude bis heute instand hält und betreibt.